# Kusseir
Kusseir, auch al-Kusair (arabisch القصير al-Quṣayr, DMG al-Quṣair, französisch Qousseir, türkisch Kuseyr), ist eine Stadt im Gouvernement Homs im Westen von Syrien. Die Stadt hat etwa 37.899 Einwohner (Schätzung 2003).

## Geschichte
Vor dem Bürgerkrieg in Syrien hatte Kusseir rund 40.000 Einwohner, mehrheitlich sunnitische Muslime und etwa 10.000 Christen, überwiegend Angehörige der melkitischen griechisch-katholischen Kirche. 2011 begannen Proteste, an denen fast ausschließlich muslimische Einwohner beteiligt waren, gegen die Regierung. Nur eine kleine Anzahl Christen nahm an den Protesten teil. Im November 2011 umstellten Einheiten der Syrisch-Arabischen Armee den Ort, und von April 2011 bis zum 13. Februar 2012 starben mindestens 70 Einwohner. Im Februar 2012 begannen die bewaffneten Auseinandersetzungen zwischen der Syrisch-Arabischen Armee und der Freien Syrischen Armee (FSA). Bürger des Ortes bildeten ein Komitee, mit dem sie interreligiöse Feindseligkeiten verhindern wollten. Am 7. Februar 2012 entführte die FSA einen syrischen Unteroffizier aus einer christlichen Familie von Kusseir. Daraufhin entführten regierungstreue Milizionäre sechs sunnitische Muslime, von denen einer starb. Daraufhin wurden 20 Christen aus Kusseir entführt. Dem Bürgerkomitee gelang es, am 9. Februar die Freilassung aller Entführten zu vereinbaren, wobei sich der christliche Unteroffizier verpflichtete, mit seiner Familie Kusseir zu verlassen. Am 13. Februar stürmte die FSA das örtliche Quartier der Direktion für allgemeine Sicherheit und tötete dabei fünf Geheimdienstler.
Vier Panzer der Syrisch-Arabischen Armee fuhren im Februar 2012 gegen Kusseir, doch wechselte ein Panzer mit 30 Mann die Fronten und vernichtete die drei anderen Panzer, in denen 20 Mann starben. Am 24. Februar 2012 hatte die FSA Kusseir ganz unter Kontrolle, nachdem die letzten 80 Soldaten der Regierung geflohen waren. Am 20. April 2012 sprengte sich der in Libanon als Verbrecher gesuchte Abdel Ghani Jawhar, Kommandeur von Fatah al-Islam, bei einem Sprengstoffunfall in die Luft.
Die Spannungen zwischen Muslimen und Christen verschärften sich, als bei den Rebellen aus dem Ausland wohl finanzierte und schwer bewaffnete, radikale islamistische, salafistische Kräfte an Einfluss gewannen, auf deren militärische Hilfe die Freie Syrische Armee angewiesen war. Es kam zu gezielten Morden, unter anderem an Familienangehörigen eines der wenigen Christen, die an den anfänglichen Protesten teilgenommen hatten. Anfang Juni 2012 lebten von vormals 10.000 noch etwa 1000 Christen im Ort. Am 2. Juni 2012 stellte der einheimische islamistische Militärführer und Prediger Abdel Salam Harba, in dessen Brigade zahlreiche ausländische Kämpfer waren, den Christen ein Ultimatum, dass sie entweder für die Rebellen kämpfen oder den Ort verlassen müssten. Auch aus den Lautsprechern einiger Moscheen ertönte die Aufforderung: „Christen müssen bis zum Freitag al-Qusair verlassen.“ Anfang Juli wurde das Gebäude der melkitischen Eliaskirche Hauptquartier der islamistischen Rebellen. Hierzu wurden die Türen aufgebrochen, und in einer öffentlichen Feier wurden die Glocken geläutet, die Ikonen und andere Objekte aus der Kirche verhöhnt und zerstört.
Am 9. Juli 2012 sprengte die FSA das in Kusseir gelegene Hauptquartier der Syrisch-Arabischen Armee in die Luft, um eine Rückeroberung zu verhindern. Mit Ausnahme eines Krankenhauses kontrollierte die FSA weiterhin die gesamte Gegend, die als Nachschublinie für die Rebellen von großer Bedeutung war. Durch Kusseir führt die strategisch wichtige Straßenverbindung von der Stadt Homs in den Libanon. Bis zur Eroberung der Stadt durch Regierungstruppen und verbündete Milizen am 5. Juni 2013 galt sie als Knotenpunkt der libanesischen Nachschubwege der Rebellen.
Am 12. Oktober 2012 wiederholte Abdel Salam Harba sein Ultimatum an die Christen, aus Kusseir zu verschwinden. Auch die wenigen Christen in al-Quseir, die an den Protesten 2011 teilgenommen hatten, wurden nun aus der Stadt vertrieben. So gut wie alle Christen verließen den Ort und mussten bei Verwandten oder Freunden in Damaskus oder anderswo in Syrien, viele auch in Libanon unterkommen. Die Eliaskirche, nun Rebellenhauptquartier, wurde bei den folgenden Kämpfen, die von Anfang April bis Anfang Juni 2013 am intensivsten waren, von den Regierungskräften unter Feuer genommen und am Dach und an den Wänden beschädigt. Nach Einschätzung der Gemeinde war dennoch der Schaden durch Plünderung und mutwillige Zerstörung am höchsten, denn dieser war in dieser Kirche schlimmer als in allen anderen Kirchen, die nicht völlig vernichtet wurden.
Am 4. April 2013 begann die Syrisch-Arabische Armee eine Offensive in der Region. Es dauerte jedoch bis zum 5. Juni 2013, dass sie in einem nächtlichen Überraschungsangriff den gesamten Ort zurückeroberte, wobei die libanesische schiitische Hisbollah die Hauptlast des Angriffs trug.
Unmittelbar vor der erfolgreichen Offensive der regierungstreuen Kräfte im April 2013 lebten in al-Quseir von ursprünglich 40.000 noch etwa 25.000 Menschen, darunter von vorher 10.000 fast überhaupt keine Christen mehr. Nach dem Ende der Kämpfe lebten nur noch rund 500 Menschen in der Stadt; viele Gebäude wurden zerstört oder stark beschädigt. Journalisten beschrieben die Stadt nach einer ersten Begehung als faktisch tot. Die Stadt wurde nach dem Ende der lokalen Kämpfe zum Sperrgebiet erklärt und dutzende Produktionsstätten für Amphetamine und Cannabis errichtet. Der Drogenhandel wurde für den syrischen Staat, wie auch für die Hisbollah, eine wichtige Einnahmequelle von Devisen während des Bürgerkrieges, nachdem ausländisches Vermögen des syrischen Staates eingefroren wurde.
Nach ihrem Sieg über die syrische Opposition in al-Quseir baute Hisbollah eine Machtbasis in diesem Gebiet westlich des Nahr al-Asi auf und rekrutierte auch unter der einheimischen schiitischen Bevölkerung Kämpfer. Nach al-Quseir kehrten bis 2017 etwa 8000 Menschen zurück, was aber nur denen erlaubt war, die nicht mit der Opposition in Verbindung gestanden hatten. Deswegen waren dies vor allem Alawiten, Schiiten und Christen. Erst im Jahre 2019 waren zunehmend auch Sunniten unter den Rückkehrern, die innerhalb des Jahres in zwei Wellen (einmal rund 1000 und einmal etwa 5000 Personen) zurückkehrten. So waren von 2013 bis Anfang November 2019 insgesamt rund 14.000 Menschen nach al-Quseir zurückgekehrt.
Die melkitische Eliaskirche wurde nach der Rückeroberung 2014 mit Mitteln von Kirche in Not (ACN International) soweit wieder hergerichtet, dass Gottesdienste stattfinden können.

## Söhne und Töchter der Stadt
- Hadi Al-Abdullah (* 1987), Journalist